# Lamothe-Fénelon
Lamothe-Fénelon è un comune francese di 346 abitanti situato nel dipartimento del Lot nella regione dell'Occitania.

## Società

### Evoluzione demografica
Abitanti censiti